# Менетес
Менетѐс (на гръцки: Μενετές) е село в южната част на остров Карпатос (втория по големина от Додеканезките острови) в областта Южен Егей, Гърция.
Намира се на 8 km югозападно от столицата на острова Карпатос.
Селото е основано през Средновековието, когато жителите от крайбрежието поради честите пиратски нападения търсят по-безопасно място за живеене високо в планината.
В това малко планинско село има няколко църкви и параклиси като най-голямата е посветена на Богородица и е построена през 1845 г. на ръба на стръмна скала в центъра на Менетес, но иконите, които притежава, са от много по-ранно време. Църковният ѝ празник се отбелязва всяка година на 15 август. Друг интересен параклис е „Свети Антоний“, който пази над 800-годишни стенописи от византийския период.
С белите си варосани къщи с врати и прозорци в жълто и яркосиньо, с тесните си улички и обсипаните с цветя дворове, Менетес предлага много живописни гледки и спокойствие за туристите. В селото има места за настаняване, таверни и кафенета.

## Население
Според преброяването от 2011 г. населението на Менетес е 662 жители.